# Bahnstrecke Amstetten–Laichingen
| Streckennummer (DB): | 9471                              |                                                     |                                                     |
| Kursbuchstrecke (DB): | 12759, ex 905                     |                                                     |                                                     |
| Kursbuchstrecke: | 325k (1946)                       |                                                     |                                                     |
| Streckenlänge: | 18,96 km noch in Betrieb: 5,73 km |                                                     |                                                     |
| Spurweite: | 1000 mm (Meterspur)               |                                                     |                                                     |
| Maximale Neigung: | 29 ‰                              |                                                     |                                                     |
| Minimaler Radius: | 140 m                             |                                                     |                                                     |
| |                                   |                                                     |                                                     |
| \| \| \| Rollbockgruben \| \| \| \| \| Übergabegleis zur Filstalbahn \| \| \| \| 0,00 \| Amstetten (Württ) \| 581 m \| \| \| 1,30 \| Ladestelle Steinbruch (bis 13. April 1933) \| Ladestelle Steinbruch (bis 13. April 1933) \| \| \| 5,73 \| Oppingen \| 704 m \| \| \| 8,55 \| Nellingen \| 694 m \| \| \| 9,xx \| Ladestelle Nellingen Reichsautobahn (ca. 1935–1938) \| Ladestelle Nellingen Reichsautobahn (ca. 1935–1938) \| \| \| \| Schnellfahrstrecke Wendlingen–Ulm (seit 2022) \| \| \| \| 12,80 \| Merklingen Ost (ab 1958) \| 696 m \| \| \| 13,36 \| Merklingen \| 696 m \| \| \| 15,25 \| Machtolsheim \| 703 m \| \| \| \| Elektrokabelwerk Otto Schill \| \| \| \| 18,50 \| Ausweichanschlussstelle (bis 1974) \| Ausweichanschlussstelle (bis 1974) \| \| \| 18,96 \| Laichingen \| 740 m \| |                                   |                                                     |                                                     |
| |                                   | Rollbockgruben                                      |                                                     |
| Abzweig geradeaus und ehemals nach links |                                   | Übergabegleis zur Filstalbahn                       | Übergabegleis zur Filstalbahn                       |
| Bahnhof | 0,00                              | Amstetten (Württ)                                   | 581 m                                               |
| ehemalige Blockstelle | 1,30                              | Ladestelle Steinbruch (bis 13. April 1933)          | Ladestelle Steinbruch (bis 13. April 1933)          |
| Kopfbahnhof Strecke ab hier außer Betrieb | 5,73                              | Oppingen                                            | 704 m                                               |
| Bahnhof (Strecke außer Betrieb) | 8,55                              | Nellingen                                           | 694 m                                               |
| Blockstelle (Strecke außer Betrieb) | 9,xx                              | Ladestelle Nellingen Reichsautobahn (ca. 1935–1938) | Ladestelle Nellingen Reichsautobahn (ca. 1935–1938) |
| Kreuzung (Strecke geradeaus außer Betrieb) |                                   | Schnellfahrstrecke Wendlingen–Ulm (seit 2022)       | Schnellfahrstrecke Wendlingen–Ulm (seit 2022)       |
| Haltepunkt / Haltestelle (Strecke außer Betrieb) | 12,80                             | Merklingen Ost (ab 1958)                            | 696 m                                               |
| Bahnhof (Strecke außer Betrieb) | 13,36                             | Merklingen                                          | 696 m                                               |
| Bahnhof (Strecke außer Betrieb) | 15,25                             | Machtolsheim                                        | 703 m                                               |
| Abzweig geradeaus und von rechts (Strecke außer Betrieb) |                                   | Elektrokabelwerk Otto Schill                        | Elektrokabelwerk Otto Schill                        |
| Blockstelle (Strecke außer Betrieb) | 18,50                             | Ausweichanschlussstelle (bis 1974)                  | Ausweichanschlussstelle (bis 1974)                  |
| Kopfbahnhof Streckenende (Strecke außer Betrieb) | 18,96                             | Laichingen                                          | 740 m                                               |

Die Bahnstrecke Amstetten–Laichingen war eine ursprünglich 18,96 Kilometer lange meterspurige Schmalspurbahn auf der Schwäbischen Alb. Heute ist nur noch das 5,73 Kilometer lange Teilstück Amstetten–Oppingen erhalten, auf dem die Ulmer Eisenbahnfreunde (UEF) einen Museumsbahnverkehr unter der Bezeichnung Albbähnle anbieten. Die restliche Strecke ist stillgelegt und abgebaut.

## Geschichte

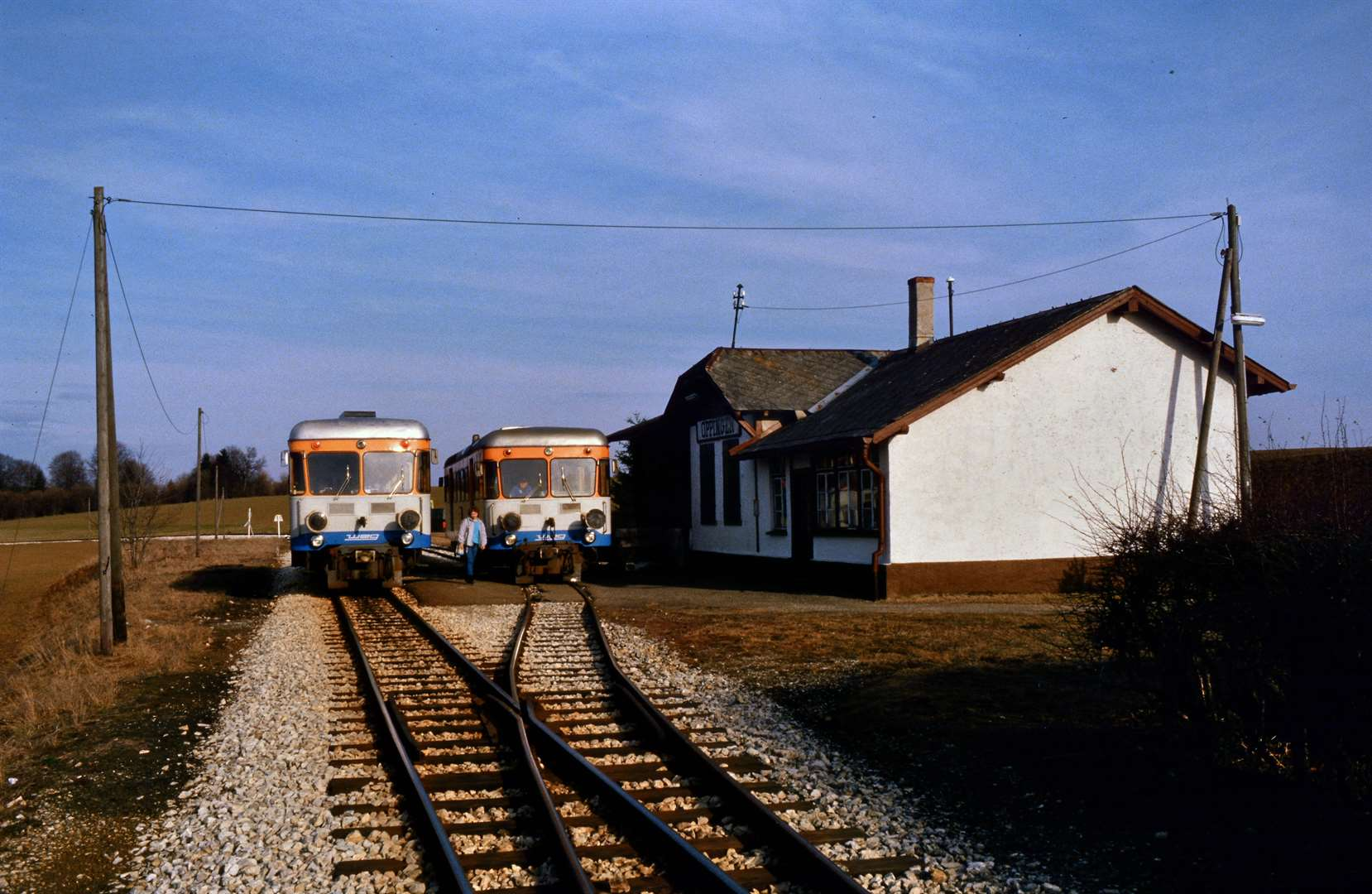
Zugkreuzung in Oppingen (1985)

Die Strecke wurde am 20. Oktober 1901 von der Württembergischen Eisenbahn-Gesellschaft (WEG) eröffnet. Sie beginnt im Anschlussbahnhof Amstetten mit Anschluss zur Filstalbahn und verläuft in südwestlicher Richtung nach Oppingen. Von dort aus führte sie ursprünglich über Nellingen und Merklingen nach Laichingen. Im Güterverkehr wurden Rollböcke eingesetzt, um normalspurige Güterwagen mit Hilfe einer Rollbockgrube auf zweiachsige Rollschemel zu schieben.

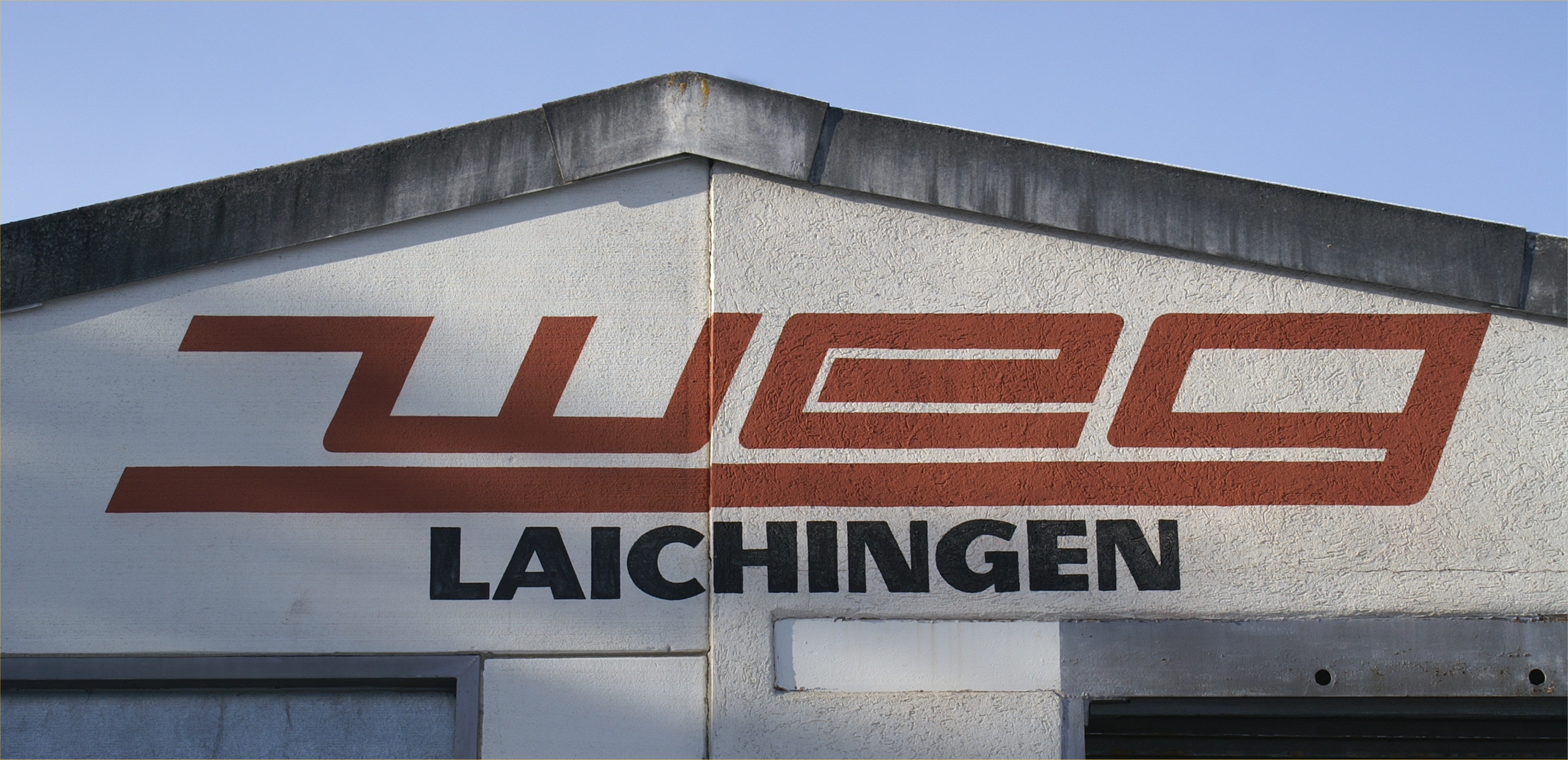
Depot in Laichingen

Die WEG stellte den Personenverkehr am 31. August 1985 und den Güterverkehr am 14. September 1985 ein. Lediglich das Teilstück bis Oppingen wurde nicht zurückgebaut. Der Rest der Strecke wurde im September und Oktober 1985 komplett abgebaut und ihr Verlauf ist heute infolge von Flurbereinigungsmaßnahmen und Neubaugebieten zum großen Teil nicht mehr zu erkennen. In Laichingen waren bis 2022 noch das Empfangsgebäude und das 1981 modernisierte Depot vorhanden. Letzteres diente auch als Werkstatt und wurde noch länger als Omnibusgarage genutzt. Sein rechter Teil war der ursprüngliche Dampflokschuppen von 1901. Im Sommer 2022 wurden die Gebäude in Laichingen abgebrochen. Dort entstanden im Anschluss Wohngebäude. Das Stationsgebäude Nellingen wurde 2013 abgebrochen.

## Fahrzeugeinsatz

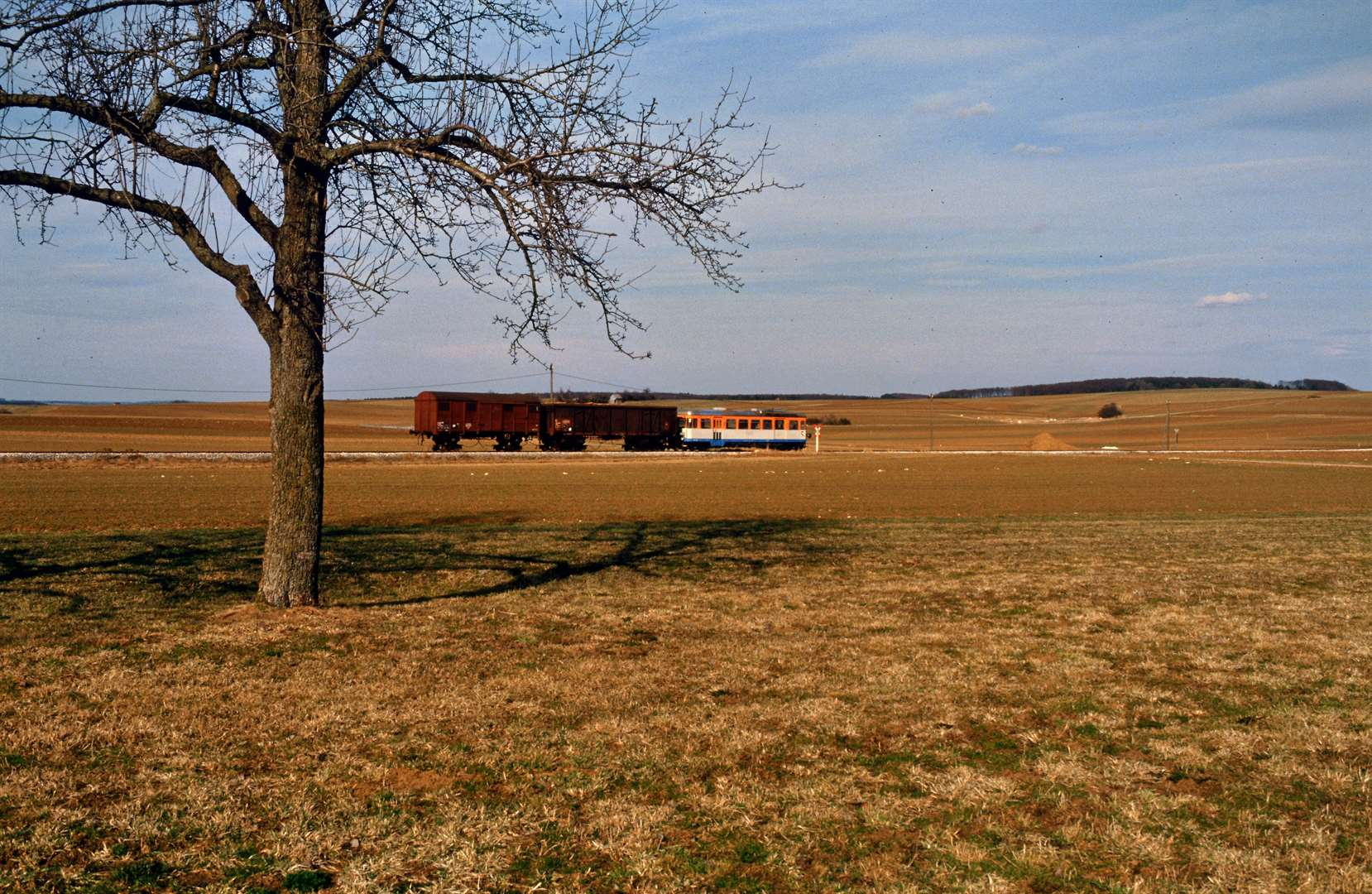
T31 mit aufgebockten Regelspur-Güterwagen (1985)

Mit drei bei Borsig in Berlin gebauten dreiachsigen Dampflokomotiven (1s–3s), fünf Personen-, einem gemischten Pack-/Post- und 18 Güterwagen wurde der Betrieb eröffnet. Ab Mitte der 1950er Jahre kamen Dieseltriebwagen zum Einsatz. Der erste Triebwagen war ein umgebauter Omnibus aus Hannover, bei dem die Lenkung blockiert und Eisenbahnräder eingebaut wurden. Er wurde als WEG T35 bezeichnet und 1968 nach einem Unfall sowie Achsbruch ausgemustert. Sein Nachfolger wurde ebenfalls als T35 bezeichnet und fuhr von 1968 bis 1976 auf der Strecke. 1956 kamen von der Kleinbahn Bremen–Tarmstedt zwei Triebwagen des Typs Frankfurt der Waggonfabrik Wismar. Der größere wurde zum Schlepptriebwagen umgebaut und als T34 bezeichnet. Der kleinere diente nur als Ersatzteilspender. 1973 kamen zwei Triebwagen von der kurz zuvor eingestellten Härtsfeldbahn nach Laichingen, WEG T30 und T31. Bei diesen beiden Triebwagen handelte es sich um vierachsige und viermotorige Exemplare der Waggonfabrik Fuchs aus Heidelberg. Die Triebwagen bedienten auch den Güterverkehr. Zudem gelangte ebenfalls von der Härtsfeldbahn kommend noch der T37 von MAN auf die Laichinger Strecke. Dieser Einzelgänger, der ursprünglich für die Südharz-Eisenbahn-Gesellschaft (SHE) gebaut worden war, basierte auf den zweiachsigen und normalspurigen MAN-Schienenbussen.

## Museumseisenbahn

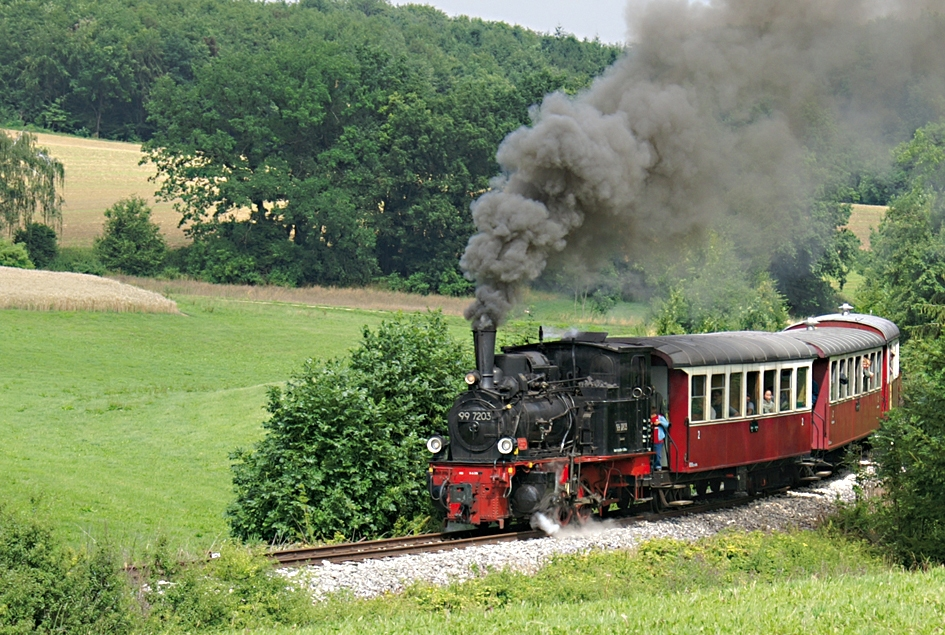
Museumszug in der Steigung zwischen Amstetten und Oppingen

Auf der verbliebenen Teilstrecke verkehren seit 14. Juli 1990 regelmäßig Dampf- und Dieselzüge der Ulmer Eisenbahnfreunde. Als Zuglokomotive dient die 99 7203, die ursprünglich auf der Bahnstrecke Mosbach–Mudau eingesetzt war und später als Bau-Lokomotive auf der Albtalbahn genutzt wurde, und eine ehemalige Industriediesellokomotive vom Typ Faur L18H. Eine weitere Diesellokomotive des Typs Orenstein & Koppel MV8 der ehemaligen Wandsbeker Industriebahn wartet auf eine Hauptuntersuchung. Die ehemals Laichinger Dampflokomotive 2s kehrte vom Fahrzeugmuseum Marxzell zurück und steht seit 2002 in Amstetten. Sie wurde dort 2009 in Baugruppen zerlegt.